# Emplocia pallida
Emplocia pallida är en fjärilsart som beskrevs av Druce 1898. Emplocia pallida ingår i släktet Emplocia och familjen mätare. Inga underarter finns listade i Catalogue of Life.